# Kirdorfer Feld bei Bad Homburg

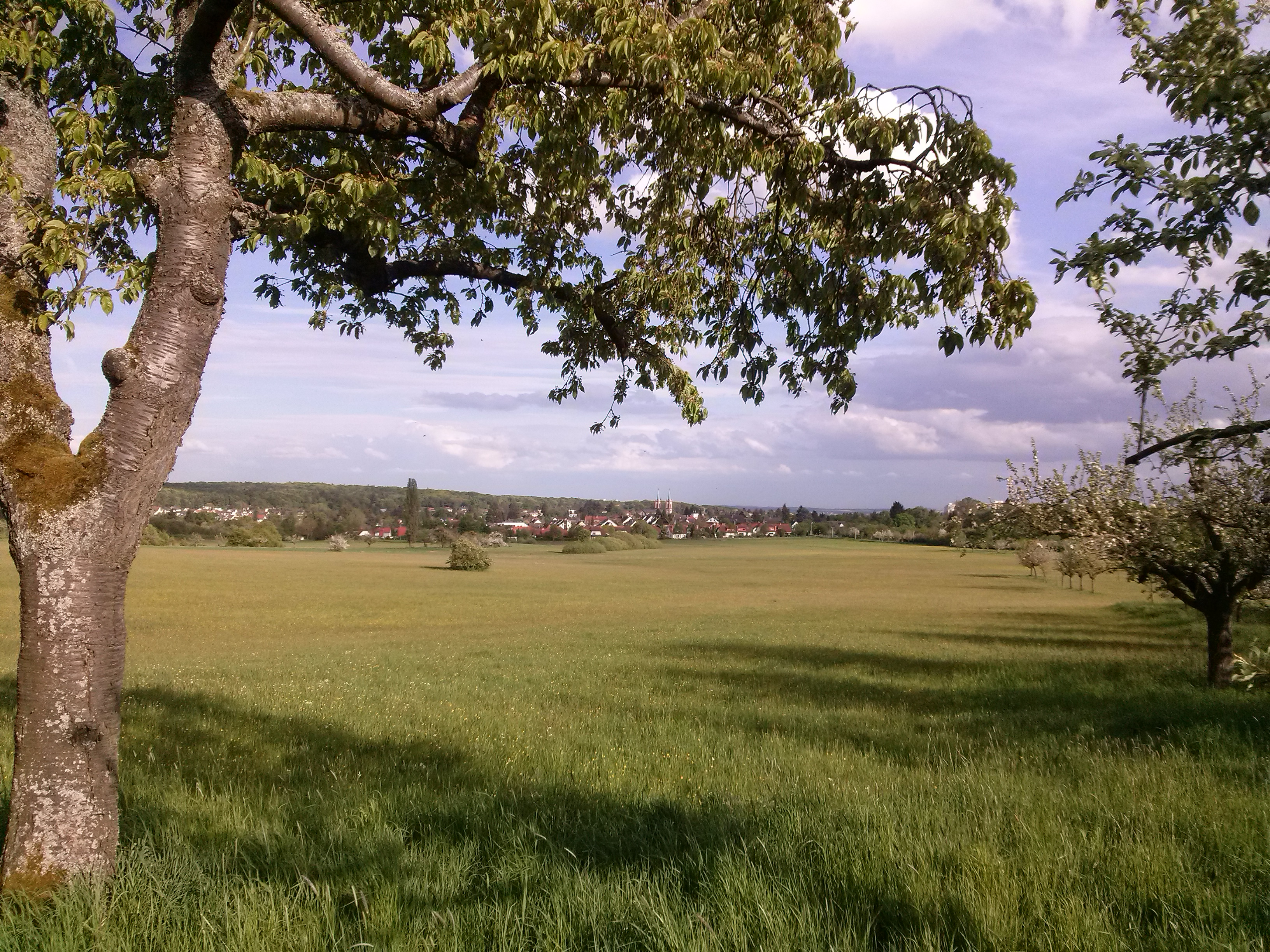
Kirdorfer Feld mit Ausblick

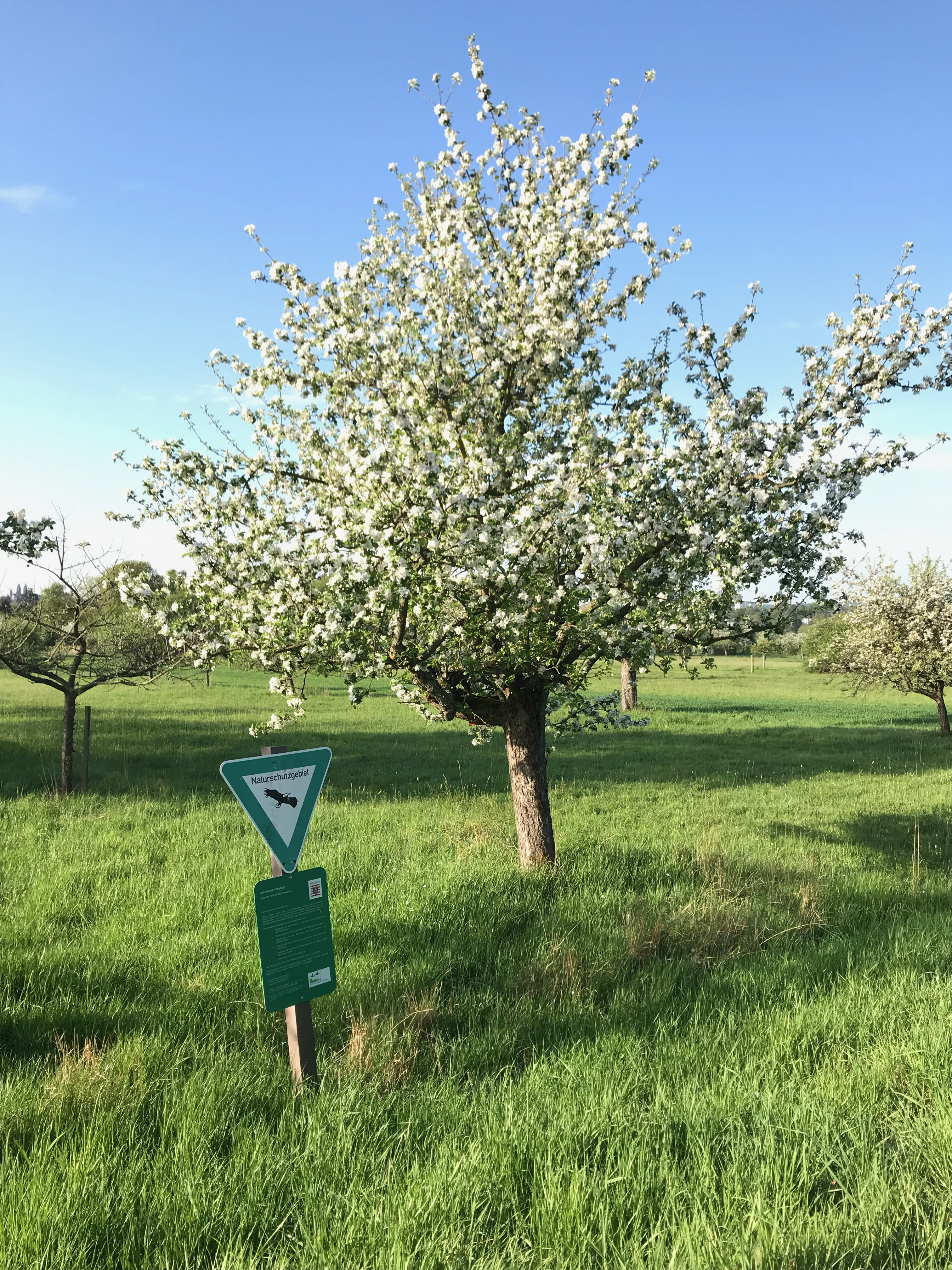
Naturschutzgebiet Kirdorfer Feld

Das Kirdorfer Feld bei Bad Homburg ist eine Kulturlandschaft in Kirdorf, einem Stadtteil von Bad Homburg vor der Höhe, von etwa 160 Hektar Größe. Eine Teilfläche von ca. 133 Hektar ist ein kombiniertes Natur- und Landschaftsschutzgebiet.

## Das Natur- und Landschaftsschutzgebiet
Das Naturschutzgebiet mit einer Größe von 55,33 Hektar wurde am 17. Oktober 1996 unter Schutz gestellt. Mit der gleichen Verordnung wurde eine Fläche von etwa 78 Hektar als Landschaftsschutzgebiet ausgewiesen. In der Summe stehen damit etwa 133 Hektar unter Schutz.
Das Naturschutzgebiet umfasst die Feuchtwiesenbereiche und die angrenzenden Streuobstwiesen. Das Landschaftsschutzgebiet umfasst im Wesentlichen Streuobstwiesen, Ackerflächen und Grünland in den Gemarkungsteilen „Nördliche und Südliche Neuestücke“, „Mittleres und Oberers Lazariusfeld“, „Im Hainloch“, „Die Gänsewiese“, „Am Sauplacken“, „Kleine Kälberheck“, „Das Krummestück“ und „Unteres und Oberes Heidfeld“.
Das Kirdorfer Feld stellt eine durch artenreiche Wiesengesellschaften geprägte historische Kulturlandschaft dar. Der hohe Streuobstanteil und die Feuchtwiesenzüge mit ihren Brachen, kleinen Fließgewässern und Quellen sind die landschaftsprägenden, charakteristischen Elemente dieses Gebietes.
Da die im Kirdorfer Feld vorhandenen Wiesengesellschaften von überregionaler Bedeutung sind, ist das Kirdorfer Feld zusätzlich als Fauna-Flora-Habitat-Gebiet (FFH-Gebiet) durch die Natura 2000-Verordnung des Landes Hessen ausgewiesen worden.

## Der Speierling im Kirdorfer Feld
Ein seltenes Exemplar des Speierling war im Kirdorfer Feld als Naturdenkmal gesondert unter Schutz gestellt worden. Der Solitärbaum hatte im Alter von ca. 70 Jahren einen Stammumfang von ca. 2,20 m, einer Höhe von 17 m sowie einen Kronenumfang von 22 m.
Der Baum musste im Frühjahr 2001 gefällt werden.

## Die Interessengemeinschaft Kirdorfer Feld
2006 hat sich der Verein Interessengemeinschaft Kirdorfer Feld gegründet, der den Erhalt des Gebietes fördert.